# Rue Albert Mockel
La rue Albert Mockel est une rue située à la limite des quartiers des Guillemins et de Cointe à Liège en Belgique (région wallonne).

## Odonymie
La rue rend hommage à Albert Mockel (Ougrée, 27 décembre 1866 – Ixelles, 30 janvier 1945), écrivain et poète symboliste qui résidait dans le quartier. La voie qui s'appelait auparavant la rue de Cointe prit le nom de l'écrivain assez rapidement après son décès.

## Situation et description

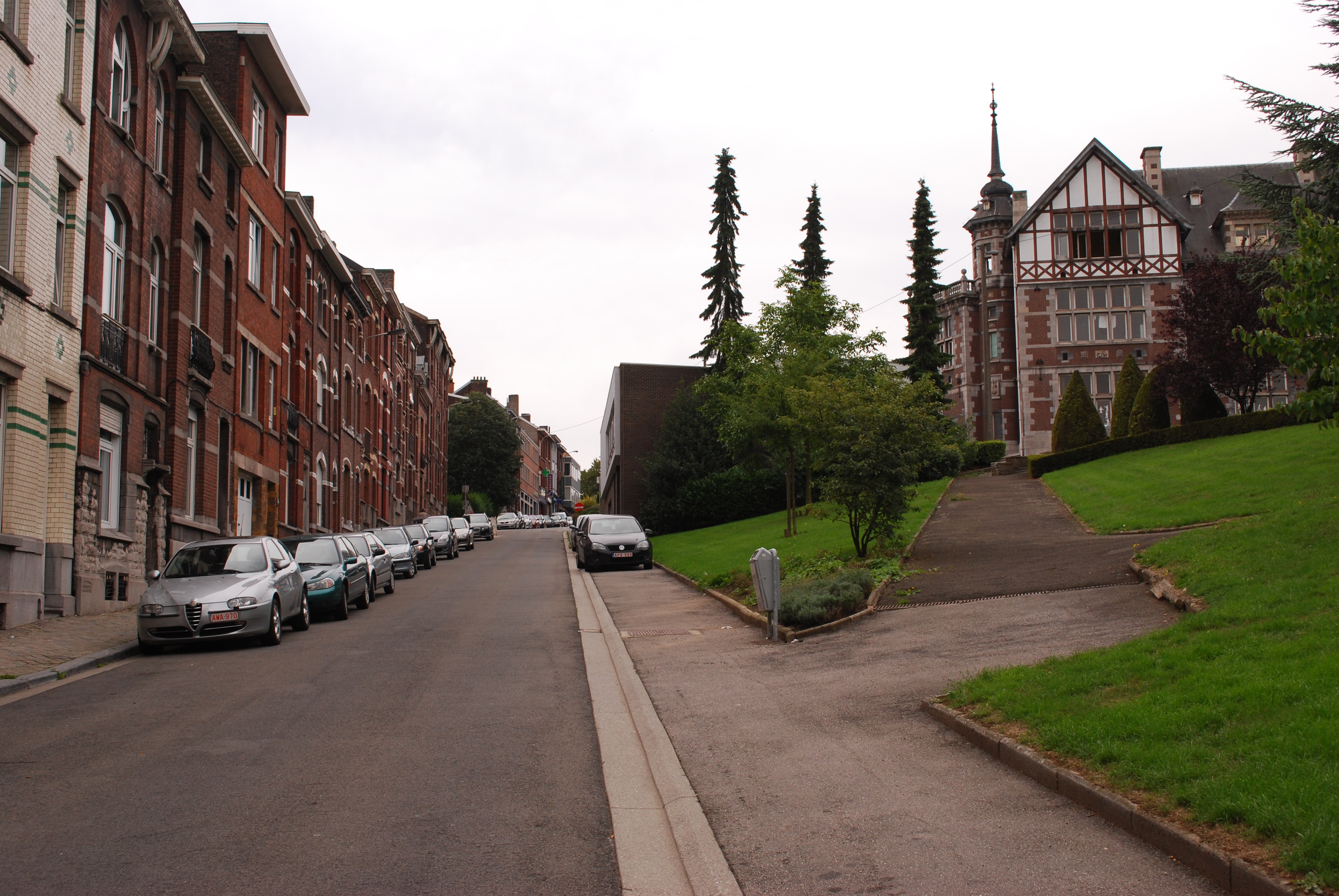
La partie haute de la rue

Cette voie grimpe la partie orientale de la colline de Cointe depuis l'arrière de la gare des Guillemins. Les immeubles de la rue (environ 40) sont implantés d'un seul côté de la voirie (côté est et impair) sauf deux. Cette rue à forte déclivité mesure approximativement 410 mètres et la pente atteint 15%. Elle est pavée dans sa partie basse et applique un sens unique de circulation automobile dans le sens de la descente (Observatoire vers Mandeville).

## Architecture
L'immeuble situé au no 81 possède quelques éléments propres au style Art nouveau : ferronneries avec motifs floraux au rez-de-chaussée et au premier étage et baie vitrée avec arc outrepassé brisé au second étage de la travée de gauche

## Voies adjacentes
- Rue Mandeville
- Rue Constantin Le Paige
- Avenue de l'Observatoire

### Source et lien externe
- Claude Warzée, « Les origines du parc privé de Cointe », sur Histoires de Liège, 28 octobre 2015 (consulté le 5 août 2023)